# Sundasciurus steerii
Sundasciurus steerii — вид гризунів родини Sciuridae. Вона є ендеміком Філіппін. Її природним середовищем існування є субтропічні або тропічні сухі ліси. Мешкає переважно в первинних лісах, але може жити і у вторинних лісах. Вона також зустрічається на бананових і кокосових плантаціях, а також у сільськогосподарських угіддях, і іноді вважається шкідником.

## Особливості
S. steerii досягає довжини голови й тулуба приблизно від 19,8 до 20,6 см і важить від 160 до 260 грамів. Хвіст має довжину від 15,5 до 16,2 см, трохи коротший за решту тіла. Колір спини тварин зазвичай від червонувато-каштаново-коричневого до світло-коричневого, більш червонуватий, ніж у Sundasciurus juvencus. Нижня частина тіла від каштанової до тьмяно-коричневого кольору.